# Joan de Rua
Joan de Rua (Montblanc, segle XV - ?, principis de segle XVI) més conegut com a Mestre de Cervera, va ser un dels pintors del gòtic tardà més importants del Principat. Sembla que l'artista montblanquí fou deixeble del mestre valencià Joan Reixac i quan aquest morí el 1492, Joan de Rua retornà al Principat de Catalunya. Així, ja el 1493-94 és contractat per fer el Retaule de Sant Miquel a Verdú (l'Urgell) i el 1496 és al Reial Monestir de Santa Maria de Poblet (Conca de Barberà) policromant el Panteó Reial. També se'l troba entre 1500 i 1502 a Cervera pintant el Retaule de l'Àngel Custodi. El Doctor Duran considerava Jeroni Rua, pintor actiu el 1541, un descendent del Mestre de Cervera.
Les obres que se li atribueixen són:
- Retaule de Sant Miquel (Verdú), conservat al Museu Episcopal de Vic
- Retaule de la Mare de Déu del Lliri, conservat a Vilanova de Bellpuig
- Retaule de Sant Pere, conservat al Museu Diocesà i Comarcal de Solsona
- Retaule de l'Àngel Custodi (Cervera), conservat al Museu Comarcal de Cervera
- Compartiments de retaule de Sant Eloi i sants Abdó i Senén (Montblanc), conservats al Museu Diocesà de Tarragona

Té altres obres conservades a:
- Museu de Lleida Diocesà i Comarcal
- Verona, Itàlia
- Museu de Belles Arts de San Francisco, Estats Units (Fine Arts Museums of San Francisco)
- Museu d'Art del Comtat de Los Angeles, Estats Units (Los Angeles County Museum of Art)
- Galeria d'Art d'Auckland, Nova Zelanda (Auckland Art Gallery)